# Кікта Валерій Григорович
Валерій Григорович Кікта (народ. 22 жовтня 1941 р. у с. Володимирівка, Волноваський район, Сталінська область (нині Донецька область), УРСР, СРСР) — радянський і російський композитор українського походження, професор Московської консерваторії. Заслужений діяч мистецтв Російської Федерації (1992). Заслужений діяч мистецтв України (1999). Лауреат премії Спілки композиторів Росії ім. Д. Д. Шостаковича (2002).

## Життєпис
В 1960 закінчив Московське хорове училище, в 1965 — композиторське відділення Московської консерваторії (клас композиції С. С. Богатирьова і Т. М. Хрєнникова), в 1967 закінчив асистентуру-стажування при консерваторії (керівник — Т. М. Хрєнникова). 
У 1967—1993 роках — провідний музичний редактор видавництва рос. «Советский композитор». 
З 1968 року — член Спілки композиторів СРСР, з 1989 року — член правління Спілки композиторів Москви і голова комісії музичного театру Спілки композиторів Москви, з 2006 року — секретар Спілки композиторів Росії. З 1989 — член редакційної колегії журналу «Балет».
Виступав на Світовому конгресі арфістів у Женеві на тему «Музика для арфи у Росії» (2002).
З 2004 року — голова правління Російського арфового товариства (Москва).
Лауреат вітчизняних та зарубіжних премій.

### Участь у журі конкурсів
Член журі Першого московського міжнародного конкурсу арфістів (1997); член журі Першого та Другого міжнародного конкурсу В. Г. Дулової (2000, 2002); член журі відкритого московського конкурсу-огляду «Хачатурян та його час» до 100-річчя від дня народження композитора (2003).
2004 р. — голова журі Міжнародного конкурсу композиторів «Victor Salvi Prize» у Венеції (2004).
У 2005 р. було проведено І Міжнародний конкурс органістів Валерія Кікти (Москва).

## Творчість
Автор музики до українського телефільму «В лісах під Ковелем» (1984, 3 а).
За проектом В. Колесника написав ораторію «Святий Дніпро» (1992, сл. С. Майданської), виконану в Канаді (Едмонтон, 1993; Торонто, 1996) й Україні (Київ, 2001).